# Sidney McNeill Gutierrez
Sidney McNeill Gutierrez (* 27. června 1951 v Albuquerque, stát New Mexico, USA), vojenský pilot, důstojník a americký kosmonaut. Ve vesmíru byl dvakrát.

## Život

### Studium a zaměstnání
V roce 1969 zdárně ukončil střední školu Valley High School v rodném městě a pak pokračoval dalším bakalářským studiem na United States Air Force Academy. Po skončení studia na vojenské akademii pokračoval ve studiu v letech 1973 až 1977 na Webster University. Zůstal pak u armády.
V letech 1984 až 1986 absolvoval výcvik u NASA, od roku 1985 byl zařazen do jednotky kosmonautů. Zůstal v ní do srpna roku 1994, pak pracoval řadu let v soukromém sektoru. V letech 2001 až 2003 pracoval i pro NASA.
Měl přezdívku Sid.

### Lety do vesmíru
Na oběžnou dráhu se v raketoplánech dostal dvakrát a strávil ve vesmíru 20 dní, 8 hodin a 3 minuty. Byl 250 člověkem ve vesmíru.
- STS-40 Columbia (5. června 1991 – 14. června 1991), pilot
- STS-59 Endeavour (9. dubna 1994 – 20. dubna 1994), velitel